# Antonov An-14
Antonov An-14 Pchelka, (em russo: «Пчелка», Pequena abelha) código na OTAN: Clod, é uma aeronave russa que fora produzida de 1966 até 1972. 